# M3 (Unternehmen)
M3 (japanisch エムスリー株式会社 Emusurī kabushiki-gaisha, englisch M3, Inc.) ist ein japanisches Dienstleistungsunternehmen mit Fokus auf dem Medizinsektor. M3 betreibt unter anderem Informationswebsites für Mediziner (mdlinx.com, m3.com, research.m3.com, doctors.net.uk, medigate.net, medlive.cn, und m3india.in) und bietet Dienstleistungen in den Bereichen Marktforschung, Arzneimittel-Werbung, Klinische Studien und Recruitment an.
Im September 2019 wurde M3 in den Nikkei 225-Index aufgenommen. Nach eigenen Angaben war M3 zu diesem Zeitpunkt das einzige, ab dem Jahr 2000 gegründete, Unternehmen, das im Nikkei 225 inkludiert war.